# Anthony Buzzard
Anthony Farquhar Buzzard (* 28. Juni 1935 in Surrey, England) ist ein unitarischer Theologe und Autor. Er war 24 Jahre als Professor am Atlanta Bible College in den Vereinigten Staaten tätig.

## Leben und Wirken
Buzzard wurde 1935 im südenglischen Surrey als Sohn des Offiziers und Direktors des Naval Intelligence Division Anthony Buzzard geboren. Buzzard besuchte zunächst die private Charterhouse School und trat im Anschluss in die Royal Navy ein. Im Anschluss studierte er an der Universität Oxford die modernen Sprachen Deutsch und Französisch. 1959 erwarb Buzzard zudem ein Diplom in Oboe und 1961 in Klavier am Royal College of Music in London. Nach seinem Studium wechselte an das christliche Ambassador College, das mit der Weltweiten Kirche Gottes und dem Evangelisten Herbert W. Armstrong verbunden ist und unterrichtete dort u. a. Musik. 1970 erwarb er ein Diplom für die hebräische Sprache an der Universität Jerusalem. In den nachfolgenden Jahren brach Buzzard mit der Kirche und den Ansichten von Armstrong und positionierte sich theologisch eigenständiger. 1981 gründete er die Restoration Fellowship (zu deutsch etwa Gemeinschaft zur Wiederherstellung, gemeint hier die Lehren Christi), die mit der adventistisch-unitarischen Church of God General Conference verbunden ist. 1990 schloss er noch einen Master in Theologie am Bethany Theological Seminary in Chicago ab, das mit der täuferisch-pietistischen Church of the Brethren verbunden ist. Buzzard ist heute vor allem als Autor zahlreicher theologischer Werke bekannt, zudem wirkte er als Professor am Atlanta College der Church of God General Conference und ist Herausgeber der Fachzeitschrift Focus on the kingdom und Mitherausgeber der Fachzeitschrift A Journal from the Radical Reformation, die sich auf radikal-reformatorische Bewegungen wie der Täuferbewegung und dem frühen Unitarismus fokussiert. Buzzard ist verheiratet und hat drei Töchter.

## Veröffentlichungen (Auswahl)
- The Coming Kingdom of the Messiah: A Solution to the Riddle of the New Testament (1988) ISBN 978-0-945517-00-9
- The Doctrine of the Trinity: Christianity’s Self-Inflicted Wound (1998) ISBN 978-1-57309-309-5
- Our Fathers Who Aren’t in Heaven: The Forgotten Christianity of Jesus the Jew (1995) ISBN 978-0-9673249-1-3
- The Doctrine of the Trinity: Christianity’s Self-Inflicted Wound (1998, mit Charles F. Hunting)
- The Law, the Sabbath and New Covenant Christianity (2005) ISBN 0-9673249-4-7
- The Amazing Aims and Claims of Jesus (2006) ISBN 0-9673249-6-3
- Jesus Was Not a Trinitarian (2007) ISBN 0-9673249-7-1